# Hình hoạt họa sống động

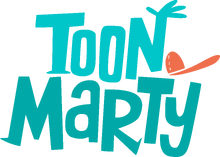
Hình hoạt họa sống động

Hình hoạt họa sống động hay Hoạt hình biếm họa là một bộ phim dành cho rạp chiếu phim, truyền hình hoặc màn hình máy tính, được làm bằng các hình vẽ liên tiếp, trái ngược với hoạt hình nói chung, bao gồm các bộ phim được làm bằng đất sét, con rối, nghệ sĩ 3D và các phương tiện khác. hình hoạt họa sống động vẫn được tạo ra cho mục đích giải trí, thương mại, giáo dụcvà cá nhân.